# Bikini (gruppe)
 For alternative betydninger, se Bikini (flertydig). (Se også artikler, som begynder med Bikini)
Bikini var en dansk pigegruppe, som bestod af Cammille Kiesa og Christine Buchart. Gruppen udsendte i 2001 debutalbummet Don't Look Back.

## Diskografi

### Album
- Don't Look Back (2001)

### Singler
- "Don't Look Back" (2001)
- "If You Want It That Way" (2001)
- "Do You Always" (2001)
- "Nite & Day" (2001)